# Seedorf (Lenzen)
Seedorf ist ein bewohnter Gemeindeteil der Stadt Lenzen (Elbe) des Amtes Lenzen-Elbtalaue im Landkreis Prignitz in Brandenburg.

## Geografie
Der Ort liegt vier Kilometer nordwestlich von Lenzen (Elbe) und 29 Kilometer westnordwestlich von Perleberg, dem Sitz des Landkreises Prignitz. Die Nachbarorte sind Alt Eldenburg im Norden, Moor und Eldenburg im Nordosten, Bäckern und Ziegelhof im Südosten, Mödlich, Wootz und Rosensdorf im Südwesten, Breetz im Westen, sowie Polz im Nordwesten.

## Kultur und Sehenswürdigkeiten
Neben der 1754 erbauten Dorfkirche Seedorf sind drei weitere Gebäude im Ort als Baudenkmale ausgewiesen.